# Avesnes-sur-Helpe
Avesnes-sur-Helpe é uma comuna francesa na região administrativa de Altos da França, no departamento do Norte. Estende-se por uma área de 2.24 km². Em 2010 a comuna tinha 4 487 habitantes (densidade: 2 003,1 hab./km²).